# Советская улица (Минск)
Сове́тская улица (бел. Савецкая вуліца) — частично пешеходная улица в историческом центре Минска.

## История
Современная Советская улица ранее была частью Захарьевской улицы (ныне — проспект Независимости). Правая сторона улицы застроена в 1875—1908 годах. Левая — нечётная — окончательно оформилась в 1976 году.
После реконструкции площади Независимости и открытия в 2006 году подземного торгового центра «Столица» большая часть улицы Советская стала пешеходной.

## Расположение
Берёт своё начало от пересечения с Бобруйской улицей, проходит по площади Независимости и упирается в здание гостиницы «Минск».

## Объекты на улице

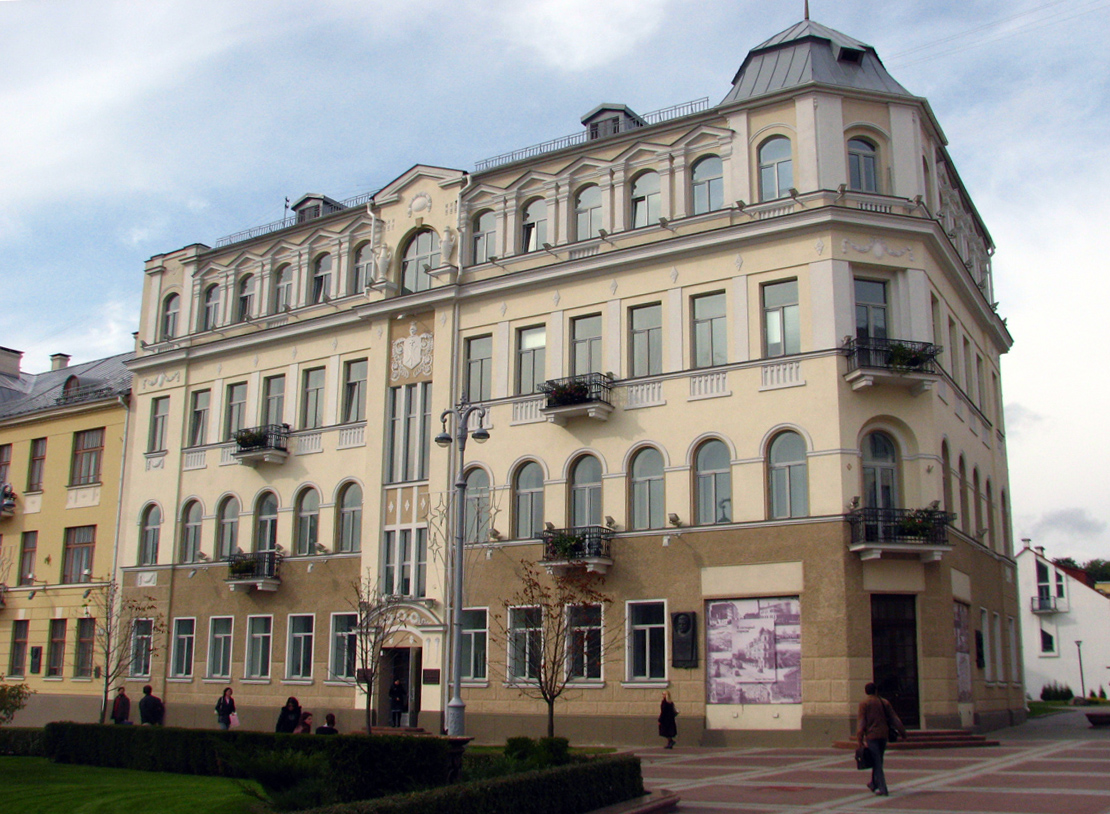
Дом № 19

На Советской улице расположены Дом правительства, Красный костел, педагогический университет.
д. 6 — Белорусская транспортная прокуратура, на Советской,
д. 9 — Министерство образования и Министерство по налогам и сборам.
д. 19 — жил известный музыкант и педагог Григорий Ширма.
Площадь Мясникова, начало улицы Советской, дома № 2, 4, 6, 8.